# دينيسلاف أليكساندروف
دينيسلاف أليكساندروف (19 يوليو 1997 ببلغاريا - ) هو لاعب كرة قدم بلغاري في مركز الوسط. شارك مع منتخب بلغاريا تحت 19 سنة لكرة القدم. أما مع النوادي، فقد لعب مع نادي لودوغورتس رازغراد ولودوغورتس رازغاردز II ‏.

## روابط خارجية
- دينيسلاف أليكساندروف على موقع الاتحاد الأوربي (الإنجليزية)
- دينيسلاف أليكساندروف على موقع قاعدة بيانات كرة القدم.إي يو (الإنجليزية)
- دينيسلاف أليكساندروف على موقع ناشيونال فوتبول تيمز (الإنجليزية)
- دينيسلاف أليكساندروف على موقع Soccerway.com (الإنجليزية)
- دينيسلاف أليكساندروف على موقع AS.com (الإسبانية)